# E572 (trasa europejska)
E572 – trasa europejska łącznikowa (kategorii B), biegnąca przez zachodnią Słowację. 
Zaczyna się w Trenczynie, gdzie odbija od tras europejskich E75 i E50 (autostrady D1). Biegnie szlakiem drogi krajowej nr 9 przez Prievidzę do Žiaru nad Hronom, gdzie łączy się z trasą europejską E571. Szlak trasy E572 pokrywa się ze szlakiem projektowanej słowackiej drogi ekspresowej R2. 
Ogólna długość trasy E572 wynosi około 103 km. 